# Panneau d'indication d'une gare de péage en section courante en France
Le panneau d'indication d'une gare de péage en section courante est, en France, un panneau de signalisation carré à fond bleu, bordé d’un listel blanc, portant en son centre  des inscriptions de couleur blanche indiquant le nom de la gare de péage et sa distance. Il est codifié D47b depuis 2010 et fait donc partie des panneaux directionnels. Il était codifié C61 antérieurement.

## Usage
La signalisation des gares de péage en section courante, qu’elles permettent le retrait d’un ticket ou le paiement du péage, est obligatoire. Elle doit être assurée au moyen du panneau C61.
Il doit être exclusivement implanté en présignalisation à 2 000 m et à 800 m de la gare. Il ne doit pas être complété par un panonceau. Il peut être accompagné par les panneaux CE3a et CE26, placés en dessous. Ceux-ci peuvent être complétés par un panonceau M9z.
Si la gare de péage est située à plus de 5 km de l’origine de la section à péage, un panneau C61 est placé en aval du panneau de confirmation courante D61b du dernier échangeur libre de péage.

## Caractéristiques
Il existe sept gammes de dimensions pour le panneau d'indication C1a, de forme carrée, contrairement aux autres familles de panneaux triangulaires, ronds ou hexagonaux qui en comprennent cinq. Les deux dimensions complémentaires sont les dimensions dites "supérieure" (1 200 mm de côté nominal) et "exceptionnelle" (1 500 m de côté nominal).

## Implantation

### Distance latérale
Sauf contrainte de site, la distance entre l'aplomb de l'extrémité du panneau situé du côté de la chaussée et la rive voisine de cette extrémité ne doit pas être inférieure à 0,70 m.
En rase campagne, les panneaux sont placés en dehors de la zone située en bord de chaussée et traitée de telle façon que les usagers puissent y engager une manœuvre de redirection ou de freinage dite « zone de récupération », ou leur support au minimum à 2 m du bord voisin de la chaussée, à moins que des circonstances particulières s'y opposent (accotements étroits, présence d'une plantation, d'une piste cyclable, d'une voie ferrée, etc.).
En agglomération, les panneaux sont placés de manière à minimiser la gêne des piétons.
Le support d'un signal peut aussi être implanté sur une propriété riveraine ou ancré à une façade après accord du propriétaire ou par application si cela est possible en vertu du décret-loi du 30 octobre 1935 et du décret 57180 du 16 février 1957.

### Hauteur au-dessus du sol
En rase campagne, la hauteur règlementaire est fixée en principe à 1 m (si plusieurs panneaux sont placés sur le même support), cette hauteur est celle du panneau inférieur, hauteur assurant généralement la meilleure visibilité des panneaux frappés par les feux des véhicules. Elle peut être modifiée compte tenu des circonstances locales soit pour assurer une meilleure visibilité des panneaux, soit pour éviter qu'ils masquent la circulation.
En agglomération, lorsqu’il y a un éclairage public, les panneaux peuvent être placés à une hauteur allant jusqu'à 2,30 m pour tenir compte notamment des véhicules qui peuvent les masquer, ainsi que de la nécessité de ne gêner qu'au minimum la circulation des piétons.

### Position de la face
Le plan de face avant d'un panneau implanté sur accotement ou trottoir doit être légèrement incliné de 3 à 5° vers l'extérieur de la route afin d'éviter le phénomène de réflexion spéculaire qui peut, de nuit, rendre le panneau illisible pendant quelques secondes.

## Visibilité de nuit
Les panneaux et panonceaux de signalisation doivent être visibles et garder le même aspect de nuit comme de jour. Les signaux de danger sont tous rétroréfléchissants ou éventuellement dans certaines conditions définies ci-dessous, éclairés.
Les revêtements rétroréfléchissants doivent avoir fait l'objet, soit d'une homologation, soit d'une autorisation d'emploi à titre expérimental. La rétroréflectorisation porte sur toute la surface des panneaux et panonceaux à l'exception des parties noires ou grises.

### Ouvrages utilisés
- Marina Duhamel-Herz, Un demi-siècle de signalisation routière : naissance et évolution du panneau de signalisation routière en France, 1894-1946, Paris, Presses École Nationale Ponts Chaussees, décembre 1994, 151 p. (ISBN 978-2-85978-220-7 et 2-85978-220-6)
- Marina Duhamel-Herz, Jacques Nouvier, La signalisation routière en France : de 1946 à nos jours, Paris, AMC Editions, novembre 1998, 302 p. (ISBN 978-2-913220-01-0 et 2-913220-01-0)